# Сокол, Александр Викторович
Алекса́ндр Ви́кторович Со́кол (укр. Олександр Вікторович Сокол, род. 1 марта 1944 года, Херсон) — украинский музыковед и композитор. Член Союза композиторов Украины (с 1987 года). Доктор искусствоведения, профессор. Заслуженный деятель искусств Украины (2004). Автор более 150 научных работ.

## Биография
Родился 1 марта 1944 года в городе Херсоне. В 1968 году закончил Одесскую консерваторию, в 1975 году — аспирантуру Киевской консерватории.
Кандидатская диссертация «Типология простой, сложной и синтетической фактуры в произведениях Игоря Стравинского». Докторская диссертация «Терминологические ремарки и музыкальный стиль».
С 1969 года работает в Одесской консерватории (ныне — Одесская национальная музыкальная академия имени А. В. Неждановой): с 1977 — заведующий кафедрой теории музыки и композиции; до 2000 — проректор по научной работе, с 2000 — ректор.
Глава Одесского отделения Национального всеукраинского музыкального союза.

## Сочинения
- Детская оперетта «Вероника»;
- Мюзикл «Чудя, Филин и Шатало»;
- Музыка к театральным спектаклям — «Цезарь и Клеопатра», «Синее небо, а в нём облака», «Принцесса на горошине», «Иван да Марья».

Также хоровые произведения, песни, пьесы для оркестра народных инструментов, вокально-инструментальных ансамблей, ансамбля бандуристок.

## Награды
- Орден «За заслуги» ІІІ степени (2009);
- Орден "За заслуги"  ІІ  степени (2013)
- Почётная грамота Кабинета Министров Украины (2003)[4];
- Заслуженный деятель искусств Украины (2004);
- Почётный диплом Президии АМУ;
- Почётная грамота Южного научного центра Национальной академии наук Украины и Министерства образования и науки Украины и Совета;
- «Почётный знак» Одесского областного совета (2008);
- Диплом лауреата конкурса «Твои имена, Одесса!» (2009);
- Диплом ежегодного рейтинга популярности людей и событий Одессы «Народное признание» (2009).